# Дах (театр)
ДАХ — название украинского театрального проекта. Сейчас это киевский Центр современного искусства «ДАХ». На базе театра возникла этномузыкальная группа ДахаБраха, музыкальная группа Dakh Daughters и театральная школа.

## История и основатели
Открытие киевского Центра современного искусства «ДАХ» состоялось 12 ноября 1994 года. Основателем и руководителем проекта стал Владислав Троицкий — украинский театральный режиссёр, продюсер, драматург и актёр, создатель этно-хаос группы «ДахаБраха» и аудио-музыкально-визуально-театрально-философского проекта «Гогольfest». В 1994 году Владислав Троицкий открыл театр «ДАХ», а в 2000 году — актёрскую школу.
Первым режиссёром театра «Дах» был Владимир Николаевич Оглоблин.
В 2013 году[уточнить] театр «Дах» несколько месяцев не работал из-за бытовых проблем: в здании зимой было отключено отопление.

## Сотрудничество, гастроли, фестивали
- Гогольfest
- театр Vidy-Lausanne (Швейцария)[2][3]
- Франция[4]
- Фестиваль World Music Festival в Норвегии[5]

## Репертуар
- 2004 — «Почти спектакль почти по Пиранделло, или Танец смерти». Постановка Владислава Троицкого
- 2006 — «Женитьба». Постановка Владислава Троицкого
- 2007 — «Девочка со спичками». Постановка Владислава Троицкого
- 2007 — «АннА». Постановка Владислава Троицкого[6]
- 2008 — «Бесхребетность». Постановка Владислава Троицкого[6]
- 2009 — «Театр Медеи». Постановка Владислава Троицкого
- 2009 — «Человек-Подушка». Постановка Владислава Троицкого[6]
- «Сны потерянных дорог»[5]
- «Король Лир»[7]
- 2013 — «Вий»[8][9]
- 2013 — «Собачья будка. Вид сверху»[10]
- 2014 — «Солдат и чёрт»
- «Alone (Цифровая одиссея)»
- «Так говорил Заратустра»
- «Стус: Перехожий»

## Награды и признание
| Год  | Премия             | Категория                               | Лауреаты и номинанты                                     | Результаты |
| ---- | ------------------ | --------------------------------------- | -------------------------------------------------------- | ---------- |
| 1997 | Киевская пектораль | Лучший дебют                            | Тарас Оглоблин, за пьесу «Воскресший и злой»             | Победа     |
| 2001 | Киевская пектораль | Лучший спектакль камерной (малой) сцены | «В поисках потерянного времени», реж. Владислав Троицкий | Победа     |
| 2002 | Киевская пектораль | Лучший актёрский дебют                  | Елена Лесникова (за роль Аглаи), «…семь дней с идиотом…» | Победа     |